# Sam Warburg
Sam Warburg (Sacramento, Estados Unidos, 29 de abril de 1983) es un tenista profesional estadounidense.
Warburg se hizo profesional en 2005 y al año siguiente alcanzó el Top-200 en la lista de la ATP.

## Títulos (0)

### Clasificación en torneos del Grand Slam
| Torneo          | 2008 | 2007 | Títulos |
| --------------- | ---- | ---- | ------- |
| Australian Open | 2r   | -    | 0       |
| Roland Garros   | -    | -    | 0       |
| Wimbledon       | -    | 1r   | 0       |
| US Open         | 2r   | -    | 0       |

## Títulos Challengers (1)
| N.º | Fecha               | Torneo | Superficie | Oponente en la final | Resultado      |
| --- | ------------------- | ------ | ---------- | -------------------- | -------------- |
| 1.  | 7 de agosto de 2007 | Bronx  | Dura       | Bruno Echagaray      | 6-3 6-7(5) 6-3 |